# Chloroclystis vata
Chloroclystis vata là một loài bướm đêm trong họ Geometridae.